# Photon Bunching
Unter Photon Bunching (von englisch Bunch – Anhäufung) versteht man das Auftreten von zeitlichen Korrelationen einzelner Photonen aus derselben Quelle, in der Regel einer thermischen Lichtquelle. Anschaulich gesprochen „verklumpen“  thermisch erzeugte Photonen, zwei Detektoren messen mit erhöhter Wahrscheinlichkeit gleichzeitig Photonen aus der Quelle.
Photon Bunching wurde zuerst von Robert Hanbury Brown und Richard Twiss beobachtet und wird deshalb auch als Hanbury Brown-Twiss-Effekt (HBT-Effekt) bezeichnet.

## Geschichte
Das ursprüngliche Interesse von Hanbury Brown und Twiss galt in den Jahren 1955–56 der Messung der scheinbaren Größe von Sternen. Sie stellten dazu zwei Photomultiplier in variablem Abstand d (bis ca. 180 m) auf und maßen die räumliche Korrelation von Licht eines Sterns, das auf beide Detektoren fiel. Aufgrund von konzeptuellen Schwierigkeiten, wie die räumlich getrennten statistischen Quantenprozesse in den beiden Detektoren miteinander korreliert sein könnten, beschlossen sie, den experimentellen Aufbau auch im Labor zu testen. Im Laborversuch wurde dann die zeitliche Korrelation des Lichts einer Quecksilberlampe gemessen, das durch einen halbversilberten Spiegel in zwei Strahlen aufgespalten wurde.
Weitere Details zum HBT-Experiment können im Artikel zum Intensitätsinterferometer nachgelesen werden.

## Überblick
Es kann gezeigt werden, dass bei Photon Bunching die Korrelationsfunktion zweiter Ordnung
{\displaystyle \gamma (\tau )={\frac {\langle I_{1}(t)I_{2}(t+\tau )\rangle }{\langle I_{1}(t)\rangle \langle I_{2}(t)\rangle }}},
für {\displaystyle \tau \to 0} größer als 1 ist.:111 Der Begriff Korrelation zweiter Ordnung deutet dabei darauf hin, dass die Intensität bereits das Produkt zweier Wellenfunktionen ist und es sich hierbei also nicht um eine Zweipunktfunktion, sondern eine Vierpunktfunktion handelt.
Die Varianz ist im Allgemeinen für das Photon Bunching größer als für die Poisson-Verteilung, man spricht daher auch von Super-Poisson-Statistik.
Die Rolle von Photonen kann von jedem anderen Boson eingenommen werden, thermisch verteilte bosonische Atome bei extrem tiefen Temperaturen zeigen ebenfalls Bunching. Die Tendenz von Bosonen, zu Paketen zu verklumpen, ist wichtiger Teil der Theorie der Bose-Einstein-Kondensate.

## Vergleich mit anderen Statistiken
Bei einer kohärenten Laser-Lichtquelle folgen die Detektionszeitpunkte der Poisson-Verteilung und {\displaystyle \gamma (\tau )=1} gilt für alle {\displaystyle \tau }. Die erste Erklärung dieses Unterschieds lieferte Roy J. Glauber, der für seine Beiträge zur Quantentheorie der optischen Kohärenz im Jahr 2005 mit dem Nobelpreis für Physik ausgezeichnet wurde.
Photon Antibunching mit {\displaystyle \gamma (0)<1} tritt hingegen nur auf, wenn zwischen den Photonen ein zeitlicher Abstand besteht (wie zum Beispiel bei der Einzelphotonenquelle), und ist ein Quanteneffekt. Es tritt meist mit Sub-Poisson-Statistik auf.